# ベルナール・メンディ
ベルナール・メンディ（Bernard Mendy, 1981年8月20日- ）は、フランス・エヴルー出身の元同国代表サッカー選手。現役時代のポジションはDF。

## 経歴
1998年にSMカーンでプロデビュー。2000年に名門パリ・サンジェルマンFCに引き抜かれる。2002-03シーズンはボルトン・ワンダラーズFCへレンタル移籍するが、復帰後は右サイドバックのレギュラーとして活躍した。その後は国外でのプレーを経て、2012年にスタッド・ブレスト29へ移籍。
2014年後半は開幕初年度となるISLのチェンナイインFCでプレー。2015年1月14日、キプロス・ファーストディビジョンのAELリマソールと契約を結んだ。同年6月30日、チェンナイインへの復帰が決定し2シーズン目のISLにも参戦することとなった。翌年1月からイースト・ベンガルFCでプレーし、7月12日に再びチェンナイに帰還した。

## 代表歴
2004年5月20日、FIFAの100周年を記念して行われたブラジル代表との親善試合でフル代表デビュー。快速で知られるロベルト・カルロスを振り切ったプレーは世界中に衝撃を与えた。
2001 FIFAワールドユース選手権に出場し準々決勝のアルゼンチン戦でアレハンドロ・ドミンゲスをタックルで骨折させ、その後アンドレス・ダレッサンドロへのタックルで2枚目のイエローカードを受け退場しチームも1-3で敗れた。

## エピソード
- 主に右サイドを主戦場とし、俊足を生かしたオーバーラップにより積極的に攻撃参加を行う。セネガル人の両親を持つが、ユース時代からフランス代表に名を連ね、UEFA U-19欧州選手権の優勝メンバーでもある。
- ボルトン・ワンダラーズFC時代、同じようなコーンロウの髪型と同じような体格のため、当時同チームに所属していたオーガスティン・オコチャと見間違われることが多かった。
- 幼少期は2000年から2008年まで所属したパリ・サンジェルマンFCのファンであった。
- 既婚者であり、妻は元体操選手のルーシー・ヒューズ。3人の娘を授かっている。

## 所属クラブ
- SMカーン 1998-2000
- パリ・サンジェルマンFC 2000-2008

→ ボルトン・ワンダラーズFC 2002-2003 (loan)
- ハル・シティAFC 2008-2010
- オーデンセBK 2011.2-2012
- スタッド・ブレスト29 2012-2014
- チェンナイインFC 2014-2015
- AELリマソール 2015
- チェンナイインFC 2015
- イースト・ベンガルFC 2016
- チェンナイインFC 2016-2017

## タイトル

### クラブ
PSG
- クープ・ドゥ・フランス : 2003-04, 2005-06
- クープ・ドゥ・ラ・リーグ : 2007-08

チェンナイイン
- インド・スーパーリーグ : 2015

### 代表
- U-19フランス代表

UEFA U-19欧州選手権 : 2000

### 個人
- UNFPベストイレブン : 2003-04